# C'est la vie (chanson de Marc Lavoine)
Pour les articles homonymes, voir C'est la vie.
Singles de Marc Lavoine
Si tu veux le savoir
(1988) Ami
(1989)
C'est la vie est une chanson du chanteur français Marc Lavoine sortie en 1989. C'est le premier titre de son troisième album Les Amours du dimanche.

## Classement hebdomadaire
| Classement (1989) | Meilleure place |
| ----------------- | --------------- |
| France (SNEP)     | 14              |